# Raotenga
Raotenga est une localité située dans le département de Toma de la province du Nayala dans la région de la Boucle du Mouhoun au Burkina Faso.